# Game Maker
Game Maker er et værktøj til at udvikle computerspil, og er udviklet af den hollandske professor, Mark Overmars, i kodesproget Delphi. Den nuværende version er Studio 1.3
I forbindelse med udgivelsen af version 7.0 indgik Overmars et samarbejde under et nyt firma kaldet YoYo Games, som for fremtiden vil videreudvikle Game Maker med Overmars i spidsen.
Programmet er udviklet til at skulle kunne bruges af alle, uanset erfaring med at lave spil eller programmer. Derfor er der en del ting, som er forsimplet en del, så nyere brugere også kan være med.
Man kan lave spil helt uden brug af koder. Det eneste man skal gøre er at trække bokse med forskellige funktioner fra et udvalg af funktioner til en given hændelse. Det kan f.eks. være en boks, der laver et skud, hvis man trykker på Enter.
Bliver det derimod for let eller vil man have mere udfordring kan man også lave spillet ved hjælp af scripts. Et script er en stump kode, der kan have forskellige funktioner. Game Maker har sit eget kodesprog, kaldet GML (Game Maker Language). Det er meget logisk kode der bruges, og kan man en smule engelsk glemmer man sjældent en kode.
Et eksempel på en kode:
```
room_goto_next()
```

Denne kode får spillet til at gå videre til næste bane. Oversat til dansk – rum_gåtil_næste()
Der kan laves ting som Pac-Man og Super Mario Bros.. Der er muligheder for simple og mere detaljerede 3-D- og mulitplayer-spil. Game Maker bruger eksterne dll-filer til at åbne for stort set alle funktioner.

## Game Maker's historie
Game Maker, af Mark Overmars, var oprindeligt kaldet Animo, da det skulle have været et simpelt program til 2d animationer. Det blev dog hurtigt lavet om til et program til at lave computerspil i. Den første version, Gamemaker 1.1, udkom sommeren 1999, hurtigt efterfulgt af version 1.2 og 1.3. Det blev dog ingen succes, og i December var det kun hentet 366 gange. Version 1.4 blev dog mere populært. Efter omtale i pressen kom antallet af downloads i august 2000 op på 8000. Omkring September udkom version 2, og denne kom i slutningen af året op på 40.000 downloads. I starten af 2001 blev version 3.1, 3.2 og 3.3 udgivet, og fik omkring 21.000 downloads
I januar 2001 gik Mark Overmars i gang med at lave Game Marker helt forfra. Alt blev skrevet på ny, og der kom en nu UI (User Interface). Det nye røde ikon skulle være et tegn på, at det var nyt. Denne blev en succes, og i slutningen af 2001 var der over 270.000 downloads.
I løbet af 2002 kom version 4.1 og 4.2, og Game Makers popularitet steg yderligere. I 2002 var antallet af downloads oppe på 750.000.
I 2003 kom version 5. Denne havde nu en registrering, så man skulle købe den for at kunne bruge de mest avancerede funktioner. Dette var pga. at omkostninger til det nye domæne (www.gamemaker.nl) og vedligeholdelse af serveren m.m. skulle dækkes. Game Maker 5 blev vist på tv, og det fik serveren til at bryde sammen, da næsten 5000 prøvede at downloade det på samme tid. Senere udkom også version 5.1 og 5.2, der have flere avancerede funktioner, såsom partikler, data strukturere, avancerede tegne-funktioner, m.m.
I slutningen af 2003 have Game Maker over 1.700.000 downloads. Det begyndte at blive brugt på mange programmeringslejre og skoler.
I oktober 2004 kom version 6.0, med mange nye funktioner. Pga. hacking måtte registreringssystemet også lavet om. I 2004 blev Game Maker downloaded 1.600.000 gange, og 10.000 var inde på hjemmesiden hver dag.
Game Maker 6.1, som blev udgivet i 2005, havde nu et indbygget tegneprogram til at lave simple billeder. Game Maker blev vist i tv i Tyskland, Australien og Danmark (i programmet Troldspejlet), hvilke yderligere gav popularitet.
I 2006 udkom bogen "The Game Maker's Apprentice: Game Development for Beginners", skrevet af Mark Overmars og Jacob Habgood. Første oplag a 5000 kopier blev solgt i løbet af de første 3 måneder.
I 2007 oprettede Mark Overmars sammen med Sandy Duncan firmaet YoYo Games, som skulle stå for videre udvikling af Game Maker. Lidt efter kom version 7.0, med mulighed for at lave udvidelser til programmet og dele dem med andre, samtidig med at den officielle hjemmeside blev www.yoyogames.com, hvor man kunne up- og downloade spil, lavet i Game Maker. Senere kom også Instant Play, hvor den automatisk gemmer spillene på din computer, og du kan spille dem med det samme. Siden er dog stadig i beta.